# Enrico Giannetto
Enrico Giannetto (Messina, 6 novembre 1958) è un fisico, filosofo e storico della scienza italiano.

## Biografia
Enrico Giannetto si è laureato in fisica teorica delle particelle elementari nel 1982 presso l'Università degli Studi di Padova, si è specializzato in cosmologia dell'universo primordiale alla SISSA di Trieste e in storia della scienza alla Domus Galilaeana di Pisa. Si è poi addottorato in Struttura della Materia presso l'Università degli Studi di Messina.
Dal 1991 al 2001 è stato ricercatore di fisica presso il Dipartimento di Fisica "A. Volta" della Facoltà di Scienze dell'Università degli studi di Pavia, dove ha insegnato fra l'altro Storia della fisica e Fisica generale. Dal 2001 è diventato professore ordinario di Storia della Fisica,  passando alla Facoltà di Lettere e Filosofia dell'Università degli Studi di Bergamo dove, dal 2016, ricopre la carica di direttore di Dipartimento. È stato docente di storia della scienza e della tecnica, storia della fisica moderna, ermeneutica filosofica, filosofia teoretica, storia della psicologia clinica; attualmente insegna storia del pensiero scientifico e filosofia contemporanea. Dirige la Scuola di Dottorato in Antropologia ed Epistemologia della Complessità, ricoprendo anche la carica di direttore del Centro di Ricerca sulla Complessità (CE.R.CO.) dell'Università degli Studi di Bergamo.
All'attività di fisico, Giannetto ha affiancato presto quella di storico della scienza e quella filosofica. Ha pubblicato testi di filosofia teoretica come Un fisico delle origini. Heidegger, la scienza e la Natura, Donzelli, 2010, e Note per una metamorfosi, Ortica, 2011. È anche stato redattore della rivista online di critica antispecista Liberazioni.org.

## Pensiero
Giannetto ha diviso i suoi interessi di fisico tra la ricerca in fisica teorica delle particelle elementari (nel 1986 fu con altri fra i primi proponenti di una teoria dei neutrini muonici superluminali) e la storia della fisica, con particolare riferimento all'epoca medievale e
alla fisica del Novecento. 
Ha lavorato inoltre sulla portata epistemologica della fisica quantistica e relativistica.
Giannetto ha anche compiuto ricerche sull'utilizzazione della storia della fisica per la didattica. 
Nell'ambito della storia della fisica si è occupato in particolare dell'opera di Giordano Bruno, di Henri Poincaré in relazione all'origine della teoria della relatività e della fisica quantistica,  dei lavori editi ed inediti di Ettore Majorana. Al confine tra storia della scienza e filosofia teoretica, ha pubblicato un volume su Heidegger ed il pensiero scientifico.
I suoi interessi si sono poi diretti verso le tematiche del cambiamento scientifico e delle relazioni storiche tra scienza, filosofia, teologia, etica e politica. I suoi lavori spaziano dalla cromodinamica quantistica alla cosmologia, dalla logica matematica all'epistemologia, dalla storia della scienza alla storia del Cristianesimo, dallo studio dei miti alla filosofia teoretica. 
Nel 2006 ha curato la prima traduzione italiana dal copto del Vangelo di Giuda, evidenziando le forzature ideologiche della prima edizione mondiale in lingua inglese e delineando una nuova immagine del cristianesimo originario.
L'esito della sua prospettiva di pensiero è quello di una fisica indeterministica e di una filosofia negativa che si realizzano nel lasciare spazio a una rivelazione della Natura e in una prassi etica di rispetto e di cura di tutti gli esseri viventi, che egli accerta quale caratteristica originaria del cristianesimo.

## Opere principali
- La fisica e i suoi strumenti, Università di Catania Edizioni, 1996.
- Science Education and Culture. The Contribution of History and Philosophy of Science, a cura di E. Giannetto, F. Bevilacqua e M. R. Matthews, Kluwer, Dordrecht 2001.
- Volta and the History of Electricity, Hoepli, 2003.
- Saggi di storie del pensiero scientifico, Bergamo University Press, 2005.
- Il Vangelo di Giuda, Medusa, 2006.
- Un fisico delle origini. Heidegger, la scienza e la Natura, Donzelli, 2010.
- Representing Light across Arts and Sciences. Theories and Practices, a cura di E. Agazzi, E. Giannetto, F. Giudice, V&R unipress, Goettingen 2010.
- Note per una metamorfosi, Ortica, 2011.
- Sguardi sul pensiero contemporaneo. Filosofia e scienze per cambiare il mondo, libreriauniversitaria.it edizioni, 2018.